# Tadao Uesako
Tadao Uesako (Hamada, Japón, 14 de octubre de 1921-20 de octubre de 1986) fue un gimnasta artístico japonés, subcampeón olímpico en Helsinki 1952 en la prueba de suelo.

## Carrera deportiva
Su mayor triunfo fue conseguir la plata en las Olimpiadas de Helsinki 1952 en el ejercicio de suelo quedando situado en el podio tras el sueco William Thoresson (oro) y empatado con el polaco Jerzy Jokiel. En los mismos JJ. OO. también consiguió el bronce en salto de potro, en esta ocasión tras el soviético Masao Takemoto y su compatriota el japonés Masao Takemoto.